# 古斯塔夫·阿多尔
古斯塔夫·阿多尔 （1845年12月23日至1928年3月31日）是瑞士政治家。1919年担任联邦总统。

## 自传

### 出身
阿多尔出生于日内瓦的科洛尼市，是让·皮埃尔·阿多尔的孙子。让·皮埃尔·阿多尔是沃州移民，1814年获得日内瓦公民身份。阿多尔在日内瓦学院（现为日内瓦大学）攻读法律，1868年成为律师。

### 早年政治生涯

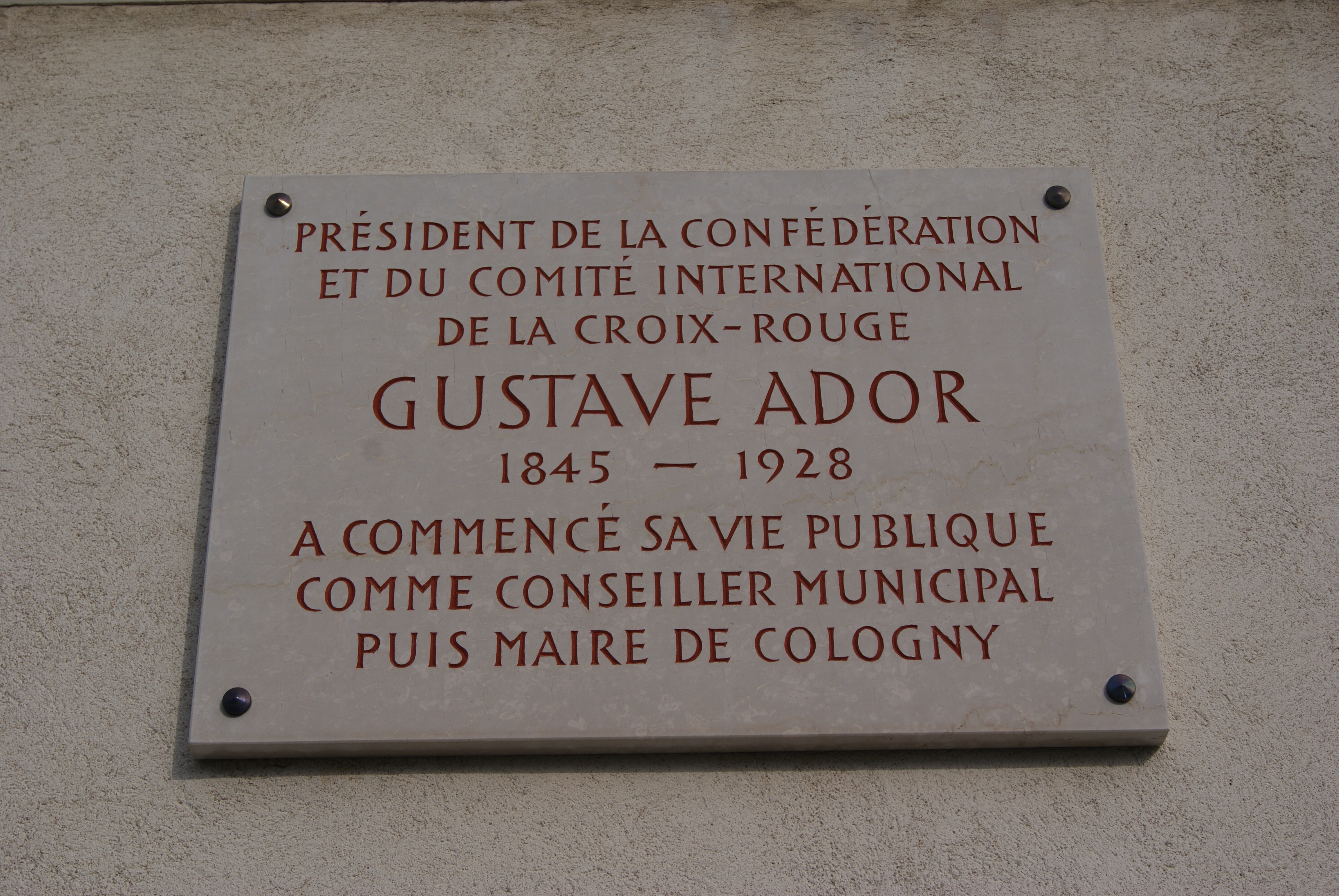
日内瓦科洛尼庄园酒店的牌匾，纪念阿多尔以市议员和科洛尼市长之职开启了作为公共人物的生活。

1871年，阿多尔成为科洛尼公共议会成员，并于1878-79年和1883-85年两度担任市长，由此开启政治生涯。他于1874-76年担任州议会成员，并且除1902年短暂间歇外，在1878至1915年间持续任职。1878-79年他代表日内瓦出席瑞士联邦会议。此后他成为日内瓦州行政部门的一员，主管司法与警务部。他于1880年一场不尽人意的选举后辞去职务，但是1885年再次加入州行政部门，主管州财政事务达12年。

### 全国委员会
1889年他成为瑞士全国理事会成员，并保留此职务直到1917年。1901年被选举为瑞士全国理事会主席。他于1890、1892和1896年担任州行政部主席。1894年成为瑞士军队中校。1914年他在日内瓦建立协会以促进战俘与日内瓦中央机构间的沟通，并成功地使这份事业发挥重要作用、得到广泛拓展。

### 联邦议会
在阿图尔·霍夫曼被迫辞职后，阿多尔为了安抚协约国，于1917年6月26日成为联邦委员（即联邦行政机构成员）。他被委派到外交事务部工作。1918年接近年末时，他被议会选举为1919年的瑞士联邦总统，但是于任期末尾、1919年12月31日从联邦行政机构退休。担任议员以及1917年在外交事务部工作期间，他于后期1918至1919年在民政部门工作。他与自由党有所关联。

### 红十字国际委员会
他于1910年 - 1928年一直担任红十字国际委员会的主席。